# Městské opevnění (Velké Meziříčí)
Městské opevnění ve Velkém Meziříčí (respektive jeho dochovaný pozůstatek při ulicích U Bašty, Komenského a Novosady) je chráněno jako kulturní památka České republiky.

## Historie
Původní velkomeziříčská fortifikace byla zřejmě dřevěná a vznikla již ve 13. století. Ve 14. století jí pak nahradila zděná fortifikace gotická. V souvislosti s výrazným rozmachem města v 16. století byla zásadním způsobem upravena v renesančním slohu. Další rozvoj města v 19. a 20. století s sebou přinesl i zboření větší části této fortifikace. Dochována zůstala pouze renesanční tzv. Dolní brána, podkovovitá bašta na nároží ulic Komenského a Novosady a fragment hradby mezi nimi. Do bašty byl v pozdějším období vestavěn obytný dům, stejně tak k uvedenému zbytku hradby byly z vnitřní strany přistavěny obytné budovy.

## Stavební podoba
Dolní brána je renesanční kulisová stavba se segmentově završeným průjezdem a brankou pro pěší, kterými prochází historická komunikace směrem k jihu. Od brány směrem k západu se táhne dochovaný úsek někdejších městských hradeb, ke kterému jsou z vnitřní strany (od centra města) přistavěny mladší obytné domy (ul. U Bašty č. p. 127/7 a 123/5), které hradbu převyšují střechami. Dochovaný úsek hradeb končí u podkovovité bašty, orientované přibližně k jihovýchodu. I do tělesa této bašty je vestavěn mladší objekt (ul. U Bašty č. p. 124/1), sloužící původně k bydlení, ve třetí dekádě 21. století pak jako výstavní prostor. Další části původní městské fortifikace se nedochovaly.